# サイボーグ・ソルジャー
『サイボーグ・ソルジャー』（原題：S.S. Doomtrooper）は、2006年4月1日に全米で放映されたアメリカのSFテレビドラマ。

## 概要
第二次世界大戦末期、ドイツ軍の新兵器開発を嗅ぎ付けたアメリカ軍部隊は、その研究所に潜入する。そこで待ち受けていた、人間に放射線を当てて作られた不死身の強化人間兵士との死闘を描く。
本作に登場する強化人間の兵士は、体内に機械化された部分が無く、DVD邦題の「サイボーグ」は誤り。
日本では2007年12月7日にDVD発売による初公開となった。

## ストーリー
第二次大戦末期。アメリカ軍精鋭部隊に、ナチス秘密基地の破壊指令が下った。そこは原爆実験の施設と思われていたが、事実はさらに驚くべきものであった。ナチスは、不死身のサイボーグ兵士を開発していた。体長3メートル、銃弾を跳ね返し、最新火器で武装した究極の殺人マシーン。その猛威の前に、アメリカ部隊は全滅の危機に瀕する。

## キャスト
- マロイ大尉 - コリン・ネメック
- ウルマン教授 - ベン・クロス
- パーカー・ルイス兵士 - ジェイムズ・ポミシュター
- ディガー軍曹 - ハリー・ヴァン・ゴーカム
- ポーター伍長 - レイコー・ヴァシレフ
- マリエット・マルティネット - マリアン・フィラーリ
- アンディー・パパダキス兵士 - アッセン・ブラテッキ
- ラインハルト中尉 - カーク・B・R・ウォラー
- ジョーンズ - ジョン・ニュートン
- カーマイケル将軍 - ボリス・パンキン
- ジーン＝ミシェル - ジュリアン・ベイリー
- ジョンソン伍長 - ジョナス・トーキントン
- ミスター・ダガーティー - リー・ウィリアムズ
- エヴァ - リンダ・ラセヴァ
- ナチの警備兵1 - ジュリアン・ヴェルゴフ
- 酔っ払ったナチ - ヨハン・ベント
- ナチの将校 - マクシム・ジェントチェフ
- 要塞の警備兵1 - イヴゲニ・ゴスポディノフ
- ナチ親衛隊の騎兵 - アイヴォ・ナイデノフ
- 弾薬庫の警備兵 - ジョルジ・スパソフ
- ナチ親衛隊の司令官 - ダニエル・ツォッチェフ
- ラジオのオペレーター - ジョルジ・ズラタレフ

### 吹き替え
- ジョーンズ - 田島裕也

## スタッフ
- 監督 - デイヴィッド・フローレス
- 脚本 - バークリー・アンダーソン
- 製作総指揮 - フィリップ・J・ロス、T・J・サカセガワ
- プロデューサー - フィリップ・J・ロス、T・J・サカセガワ、ジェフリー・ビーチ
- ラインプロデューサー - ジョン・キャピラ
- 音楽 - ジェイミー・クリストファーソン
- 撮影 - ロレンツォ・セナトーレ
- 編集 - マックス・ストーン
- プロダクションデザイン - ケス・ボネット
- 衣装デザイン - アイリーナ・ヴェセリノヴァ
- メイクアップ
  - キー・メイクアップ・アーティスト - マリアナ・ラヴ
  - メイクアップ・アーティスト - ヨハン・ベント、マリアナ・スタンコヴィッチ
  - ファースト・メイクアップ・アシスタント - タティアナ・“ティタ”・スレプトソーヴァ
- ユニット・プロダクション・マネージャー -ボリスラフ・ミハイロフスキー
- 視覚効果
  - 視覚効果プロデューサー - P・J・フォーリー
  - 視覚効果 - ダニエル・ドッド
  - デジタル・アーティスト - フレッド・アルデスチャルテ
- 製作 - コンバット・プロダクションズ、ニュー・イメージ・フィルムズ、ユナイテッド・フィルム・オーガニゼイション

## 映像商品
日本では2007年12月7日にDVDが発売された。発売元・販売元：アルバトロス・フィルム、品番：ALBSD-1022、JANコード：4532318400228、定価5,040円。